# مخزن سد کاخوفکا
مخزن سد کاخوفکا (انگلیسی: Kakhovka Reservoir) یک سد آبی ویران‌شده در استان دنیپروپتروفسک کشور اوکراین است.